# Bunt chłopów w Siedmiogrodzie

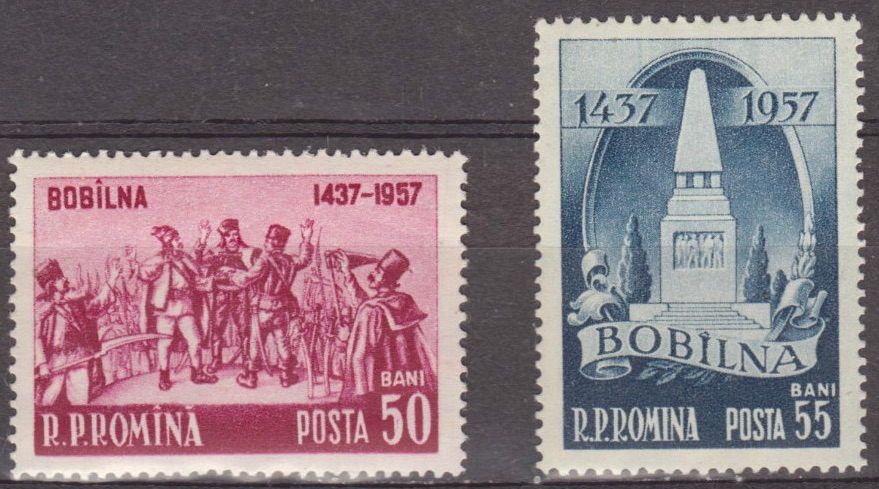
Rumuńskie znaczki pocztowe upamiętniające powstanie chłopów w Siedmiogrodzie.

Powstanie chłopów w Siedmiogrodzie zwane powstaniem w Bobîlna (rum. Răscoala de la Bobâlna) – antyfeudalne powstanie chłopskie w Siedmiogrodzie w latach 1437–1438, zakończona klęską powstańców.

## Przebieg powstania
Bezpośrednią przyczyną powstania były działania biskupa Györgyego Lépesa, który nakazał ściągnąć zaległą dziesięcinę w nowej monecie, której kurs przewyższał o 10% kurs starego środka płatniczego. Starą monetę wycofano z obiegu, grożąc ekskomuniką tym, którzy nie godzili się na zmiany.
Pierwsze wystąpienia miały miejsce późną wiosną 1437 w rejonie Satu Mare, jednak zostały stłumione. Bazą powstańców stał się obóz chłopski na górze Bobîlna w pobliżu Dej. Siły powstańców chłopskich wzmocnili mieszczanie, drobna szlachta i górnicy z salin. Po zwycięstwach chłopów (stosujących taktykę wojenną przejętą od husytów – ich obóz był być może wzorowany na czeskim Taborze) nad feudałami, 16 lipca 1437 podpisana została ugoda ze szlachtą, w której obiecano chłopom pewne koncesje: ścisłe określenie wymiaru danin, prawo do dziedziczenia ruchomości, a także swobodę przenoszenia się przez chłopów. Co roku na wzgórzu Bobîlna miało zbierać się zgromadzenie przedstawicieli szlachty i chłopów dla dopilnowania wykonania umowy.
Uspokojenie sytuacji wykorzystała szlachta, która w kolejnych tygodniach zmobilizowała większe siły, m.in. przeciągając na swoją stronę Seklerów i Sasów siedmiogrodzkich (efektem była „unia braterska” zawarta 16 września). Na przełomie września i października doszło do bitwy pod Apatiu, która zakończyła się zwycięstwem powstańców, co spowodowało, że 6 października strony zawarły kolejny układ, jednak mniej korzystny dla powstańców, ponieważ pominięto zapis o corocznych naradach między chłopami a feudałami. Postanowiono też, że ostateczna ugoda zostanie zawarta po powrocie posłów od króla.
W listopadzie 1437 ruszyła kolejna fala wystąpień chłopskich, na których czoło wysunął się Antoni z Budy zwany Wielkim i Michał Rumun (Valachus). Powstańcy opanowali wówczas z pomocą mieszczan miasta Kluż i Aiud, jednak wkrótce szlachta ich tam osaczyła. W styczniu 1438 Kluż został zdobyty przez szlachtę, która wzięła krwawy odwet na powstańcach, dokonując rzezi chłopów; Antal Nagy zginął w obronie miasta. Jego ciało pocięto na kawałki, a dziewięciu jego towarzyszy wziętych do niewoli nabito na pal na wzgórzu obok miasta Turda. Represje dotknęły także miasto Kluż.
2 lutego 1438 odbył się zjazd przedstawicieli szlachty węgierskiej, seklerskiej i patrycjatu saskiego w Turda. Jego przyczyną było podjęcie decyzji w sprawie wykorzenienia buntu wśród chłopów, stał się jednak także początkiem trwałej unii tych trzech narodów. Jedyną zdobyczą chłopów było zdobycie prawa przenoszenia się, zresztą tylko krótkotrwałe i formalne.